# Häuslarn
Häuslarn ist ein Ortsteil der Stadt Waldmünchen im Landkreis Cham des Regierungsbezirks Oberpfalz im Freistaat Bayern.

## Geografie
Häuslarn liegt 900 Meter östlich der Bahnstrecke Cham–Waldmünchen und der parallel zur Bahnlinie verlaufenden Staatsstraße 2146, 9 Kilometer südlich von Waldmünchen und 8 Kilometer südwestlich der tschechischen Grenze. Nördlich von Häuslarn erhebt sich der 592 Meter hohe Häuslarner Berg.

## Geschichte
Häuslarn (auch: Haevslin, Heusell, Heusl, Heußlern, Heusslern, Heislern) wurde im Herzogsurbar des Wittelsbacher Heinrich XIII. aus dem Jahr 1301 erwähnt.
1563 hatte Häuslarn 9 Mannschaften. 1588 gab es in Häuslarn 2 Höfe, 7 Güter, 1 Sölde. 1622 wurde Häuslarn mit 10 Mannschaften erwähnt. 1630 wurden für Häuslarn 2 Höfe, 5 Güter, 2 Söldengüter, 1 Sölde aufgeführt. 1703 wurden in Häuslarn 2 Höfe, 4 Güter, 4 Sölden verzeichnet. 1808 hatte die Ortschaft 10 Anwesen.
1808 wurde die Verordnung über das allgemeine Steuerprovisorium erlassen. Mit ihr wurde das Steuerwesen in Bayern neu geordnet und es wurden Steuerdistrikte gebildet. Dabei kam Häuslarn zum Steuerdistrikt Katzbach. Der Steuerdistrikt Katzbach bestand aus den Dörfern Katzbach, Häuslarn, Kühnried und den Weilern Eschlmais und Bonholz.
1820 wurden im Landgericht Waldmünchen Ruralgemeinden gebildet. Dabei wurde Häuslarn mit 17 Familien Ruralgemeinde. Zur Ruralgemeinde Häuslarn gehörte neben Häuslarn die Einöde Bonholz mit 3 Familien. 1836 wurde die Gemeinde Häuslarn auf eigenen Wunsch der Gemeinde Katzbach angegliedert mit der Begründung, dass „die Gemeinde nur aus 12 Hausnummern bestehe und keines der Gemeindeglieder lesen oder schreiben könne.“
1972 schloss sich die Gemeinde Katzbach der Gemeinde Geigant an, welche 1978 nach Waldmünchen eingegliedert wurde.
Häuslarn gehört zur Pfarrkuratie Geigant. 1997 hatte Häuslarn 48 Katholiken.

## Einwohnerentwicklung ab 1820
| Jahr | Einwohner   | Gebäude |
| ---- | ----------- | ------- |
| 1820 | 34 Familien | k. A.   |
| 1838 | 84          | 11      |
| 1861 | 70          | 33      |
| 1871 | 72          | 36      |
| 1885 | 67          | 12      |
| 1900 | 77          | 12      |
| 1913 | 91          | 12      |

| Jahr | Einwohner | Gebäude |
| ---- | --------- | ------- |
| 1925 | 75        | 12      |
| 1950 | 64        | 11      |
| 1961 | 54        | 12      |
| 1970 | 45        | k. A.   |
| 1987 | 46        | 13      |
| 2011 | 40        | k. A.   |

## Tourismus und Sehenswürdigkeiten
Durch Häuslarn verläuft der 178 Kilometer lange Pandurensteig.